# Каменский сельсовет (Минская область)
Каменский сельсовет — административная единица на территории Логойского района Минской области Республики Беларусь. Административный центр — агрогородок Камено. 
На территории сельсовета расположен Мемориальный комплекс "Хатынь".

## География
Каменский сельсовет расположен на северо-востоке Логойского района в 40 километрах от районного центра — Логойска и в 80 километрах от города Минска.

## Состав
Каменский сельсовет включает 23 населённых пункта:
- Ганцевичи — деревня.
- Желуды — деревня.
- Закалюжье — деревня.
- Заценье — деревня.
- Козинец — деревня.
- Камено — агрогородок.
- Каменская Слобода — деревня.
- Липки — деревня.
- Малиновка — деревня.
- Мокрадь — деревня.
- Новоганцевичи — деревня.
- Новоганцевичская Слобода — деревня.
- Новоганцевичская Рудня — деревня.
- Пограничье — деревня.
- Подлапье — деревня.
- Селище — деревня.
- Середнее — деревня.
- Стаецкие — деревня.
- Стайки — деревня.
- Староганцевичская Слобода — деревня.
- Фильяново — деревня.
- Хворостени — деревня.
- Чмелевичи — деревня.

Упразднённые населённые пункты:
- Лавоша — деревня.
- Раловка — деревня.

Уничтоженные населённые пункты:
- Хатынь — деревня.

## Производственная сфера
- СПК «Камено», основное направление- мясо-молочное
- Каменское лесничество

## Социально-культурная сфера
- ГУО «Каменский учебно-педагогический комплекс детский сад-средняя общеобразовательная школа»
- Каменский Дом культуры
- Каменская врачебная амбулатория, Ганцевичский и Закалюжский ФАПы, аптека в д. Камено
- Каменская сельская библиотека